# Nagler-Rolz NR 54
El Nagler-Rolz NR 54 va ser el primer helicòpter plegable i portàtil d'Alemanya.

## Disseny i desenvolupament
El model es va construir el 1941 com a helicòpter plegable dins d'una motxilla. Es basava principalment en un bastidor de forma de piràmide amb un rotor girant per sobre. La versió inicial NR 54 V-1 tenia un rotor monopala amb un radi de 3,965 m. A l'altre extrem hi havia un motor de 24 cavalls de potència, que accionava dues hélices contra-rotatives, que estaven unides a la fulla del rotor a una distància de 3 m de l'eix de rotació. Tot i això, aquesta disposició no era avantatjosa i el dispositiu no va volar. Com que la massa buida era de 80 kg, el dispositiu també es considerava massa pesat per a un "helicòpter de motxilla". El NR 54 V-2 tenia un rotor de dues pales amb un diàmetre de 7,93 m en lloc del rotor monoplaça. Cada pala del rotor portava un motor Argus de 8 CV. Els dos motors Argus de les pales del rotor conduïen petites hèlixs (58 cm de diàmetre) que proporcionaven l'empenta que girava el rotor. No hi va haver cap compensació del parell de forces, per exemple, un rotor de cua. Es van crear i provar quatre dispositius. Aquesta construcció va resultar ser fiable. Pesava només 36,5 kg i podia elevar-ne 140. La velocitat de descens vertical en autorotació era inferior a 4,8 m / seg.

## Dades tècniques
Nagler-Rolz NR 54 V2
- Longitud: 2,42 m

- Diàmetre del rotor: 7,92 m

- Pes buit: 36,5 kg

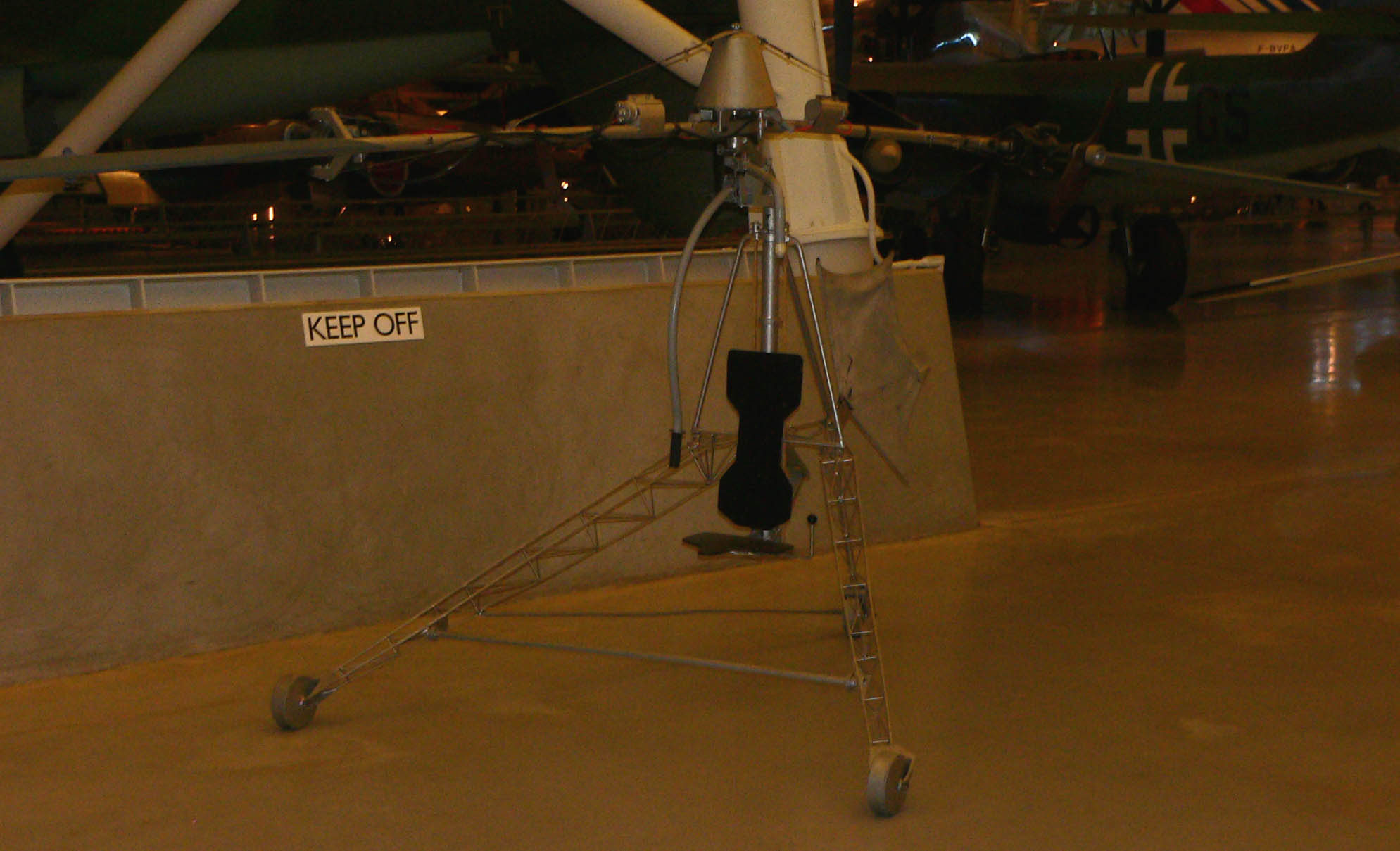
Nagler-Rolz NR 54 V2

- Motors: 2 × Argus Z.F.140 amb 5,9 kW (8 CV) cadascun

- Velocitat màxima 80 km / h

- Abast: 50 km

- Alçada màxima: 457 m

- Tripulants: 1